# 히말라야산양
히말라야산양(Capricornis thar)은 소과 시로속에 속하는 포유류의 일종이다. 히말라야산맥과 방글라데시 동부와 남동부 지역에 서식한다. 국제 자연 보전 연맹(IUCN)에 의해 "멸종 취약종"으로 분류되고 있으며, 그 이유는 사냥과 서식지 감소로 인한 현저한 종 감소때문으로 알려져 있다.

## 분포 및 서식지
히말라야산양은 방글라데시 동부와 남동부, 부탄, 네팔, 시킴주 지역과 방글라데시 동부 주를 포함한 인도 북부, 티베트에서 서식하는 것으로 알려져 있으며, 미얀마 서부 지역에서도 사는 것으로 추정하고 있다.